# Jean-Marcel Jeanneney
Pour les articles homonymes, voir Jeanneney.
Jean-Marcel Jeanneney, né le 13 novembre 1910 à Paris et mort le 16 septembre 2010 dans la même ville, est un économiste et homme politique français.

## Biographie

### Famille
Franc-comtois d'origine, il est issu, du côté paternel, d'une lignée paysanne enracinée en Haute-Saône. Originaire de Fondremand, à une trentaine de kilomètres au nord de Besançon, son grand-père, Jean-Hubert, dit Victor Jeanneney, était commissaire-priseur à Besançon. Son père – dont il est le fils unique –, Jules Jeanneney, avocat et parlementaire, a été président du Sénat de 1932 à 1942 et ministre d'État dans le gouvernement de Gaulle après la Libération (1944-1945).
Par sa mère, Lucie Jozon, il appartient à une famille de longue date laïque et républicaine. Le grand-père paternel de sa mère, Dominique Jozon, était notaire à La Ferté-sous-Jouarre. Le père de sa mère, Marcel Jozon a été reçu à l’École navale puis à l’École polytechnique, d"où il est sorti ingénieur des Ponts et chaussées. L’oncle de sa mère, Paul Jozon, a été député de Seine-et-Marne au début de la Troisième République, proche de Gambetta.
Jean-Marcel Jeanneney épouse Marie-Laure Monod (1913-2008), licenciée en droit, inscrite au barreau de Paris. Elle est issue d’une famille (dont sont issus Theodore Monod, Jean-Luc Godard et Clara Dupont-Monod) de la haute société protestante détachée du culte, à la fois du côté de son père, Octave Monod, médecin, cofondateur de l’Institut du radium, fils d'Alfred Monod, avocat à la Cour de cassation devenu conseiller de cette Cour, et du côté de sa mère, Marie Chavannes, qui, après avoir été l’une des premières femmes étudiantes à la faculté de lettres à Lyon, est devenue historienne et a présidé l’Association française des femmes diplômées des universités.
Jean-Marcel Jeanneney et Marie-Laure Monod ont ensemble sept enfants, nés entre 1936 et 1958, dont :
- Delphine Guy-Grand, médecin, directrice de recherche émérite de l’INSERM, chercheuse à l'Hôpital des enfants malades puis à l’Institut Pasteur, spécialiste en immunologie intestinale ;
- Sylviane Guillaumont, professeure d’économie à l’Université d’Auvergne, spécialiste des questions monétaires et de développement ;
- Jean-Noël Jeanneney, professeur d’histoire à l’Institut d'études politiques de Paris, ancien ministre, ancien président de Radio France, de la Mission du Bicentenaire de la Révolution et de la Bibliothèque nationale de France ;
- Laurence Paye, ancienne directrice  des affaires régionales au CNRS, ancienne secrétaire générale de la direction de la recherche de la régie Renault, ancienne administratrice générale du CNAM et ancienne conseillère municipale de Rioz (1989-2001) ;
- Brigitte Joseph-Jeanneney, inspectrice générale des affaires sociales, ancienne secrétaire générale du musée d’Orsay, ancienne administratrice générale de l’établissement public du Musée du Louvre et ancienne directrice à la Ville de Paris ;
- Pierre-Alain Jeanneney (1952-2015), conseiller d’État, ancien directeur général adjoint de la RATP, ancien secrétaire général du groupe Air France, ancien directeur général de l’Autorité de régulation des télécommunications, et ancien membre du directoire de l’établissement public Société du Grand Paris, avocat à la Cour ;
- Natalie Jeanneney de Sacy, architecte.

### Enfance et études
Lorsqu’il est âgé de huit ans, le 13 juillet 1919 au soir, alors que se prépare la cérémonie de célébration de la Victoire, il se trouve avec son père aux côtés de Georges Clemenceau. Ce dernier le choisit, avec une nièce d’André Tardieu, pour incarner la jeunesse de France rendant hommage aux soldats de la Grande Guerre, en les prenant par la main pour les emmener au pied de l’Arc de triomphe,,.
Il étudie aux lycées Victor-Duruy, Buffon et Janson de Sailly, à Paris, puis à la faculté de lettres et à la faculté de droit de l'université de Paris. Il y est marqué par les enseignements de Célestin Bouglé à la Sorbonne, de Henri Capitant en droit civil et de Gaëtan Pirou en économie au Panthéon. 
À l’École libre de Sciences politiques, où il se lie d’amitié avec Michel Debré, il suit les enseignements de Elie Halévy, André Siegfried et Wilfrid Baumgartner,. Il sort major de la section « service public » et pense un temps, poussé par Baumgartner, rejoindre l’écurie qui prépare le concours de l'Inspection générale des Finances, avant de privilégier un doctorat en économie.
Après avoir passé un DES d’économie politique et deux DES en droit, il suit les enseignements de Charles Rist et de François Simiand pendant son doctorat en économie. Charles Rist a une influence majeure sur sa pensée : il lui transmet l’intérêt pour les séries statistiques à usage économique, et, fort de son expérience de sous-gouverneur de la Banque de France entre 1927 et 1930, il insiste sur l’intérêt d’ancrer les réflexions théoriques dans une expérience pratique des responsabilités.
Il prépare, sous la direction de Gaëtan Pirou, sa thèse de doctorat en droit, Essai sur les mouvements de prix en France depuis la stabilisation monétaire (1927-1935). Il est reçu à l’agrégation d’économie en 1936, aux côtés d'André Piettre, de Jean Weiller, de François Trévoux et de Grégoire Khérian.
Il contribue, à cette époque, à introduire la pensée de Keynes en France.

### Professeur d'économie

#### À Grenoble
Il est professeur d’économie politique à l’Université de Grenoble de 1936 à 1951 – sauf pendant les hostilités, entre septembre 1939 et juillet 1940, où il sert comme lieutenant au sein de l’état-major de la 47e demi-brigade de chasseurs alpins. Sans entrer en résistance active, il s’emploie avec succès, avec d’autres collègues, à empêcher que soient imposée aux professeurs d’université l’obligation de prêter serment au maréchal Pétain, et il démarche, en vain, en faveur de ses collègues juifs.
Il est doyen de la faculté de droit de Grenoble entre 1947 et 1952 – il est alors le benjamin des doyens français. Il fonde l’Institut d’études politiques de Grenoble,, ainsi que l’Institut juridique de la houille blanche et des industries électriques.

#### À Paris
En 1951, il est élu professeur à la Faculté de droit et des sciences économiques de Paris, où il occupe la chaire d'économie financière. Pendant les années 1950, il y donne le cours de doctorat d’économie sociale comparée, naguère occupée par Charles Rist et Jean Lescure.
À partir de son arrivée à Paris, il dirige l’Institut scientifique de recherche économique et sociale créé par Charles Rist en 1935 rue Michelet, qu’il rattache à la Fondation nationale des sciences politiques. Il y rassemble de la documentation pour élaborer des statistiques de plus en plus fines sur les grandeurs économiques.
En 1956, il publie Forces et faiblesses de l’économie française, qui se présente comme un état des lieux, une analyse historique de l’économie française depuis la fin de la Seconde guerre mondiale, et qui prescrit l’utilisation de certains instruments de politique économique (2e édition en 1959).
Ses thèmes de recherche creusés pendant la Quatrième République ont pour dénominateur commun la mise en perspective de l’économie française face à ses grandes concurrentes (activité économique et situation sociale depuis 1945, conjoncture économique française depuis 1949, transformations économiques au XXe siècle, économies régionales). Il publie alors plusieurs articles dans les colonnes du Monde, notamment pour dénoncer les expédients budgétaires auxquels recourent Edgar Faure ou Guy Mollet.
Quelques mois avant de rentrer au gouvernement, il rédige un manuel, Économie politique, dans la collection "Thémis" des Presses universitaires de France, qui deviendra un classique des étudiants de Sciences-po.
En 1965, un débat resté fameux oppose Jean-Marcel Jeanneney à Pierre Mendès France. Organisé à l’École normale supérieure par la Fondation nationale des sciences politiques, il procède à un premier bilan de la politique économique du gouvernement du Front populaire[Lequel ?],.
Après ses passages au gouvernement, il enseigne à nouveau, entre 1970 et 1980, à l'Université de Paris-I.

#### Création de l'OFCE
Alors que Jean-Marcel Jeanneney va prendre sa retraite de professeur, Raymond Barre, alors Premier ministre, lui confie le soin de créer un organisme d’étude de la conjoncture économique d’esprit universitaire, indépendant du pouvoir politique, disposant d’une cinquantaine de collaborateurs. Jean-Marcel Jeanneney fonde alors l'Observatoire français des conjonctures économiques (OFCE), qu’il rattache juridiquement à la Fondation nationale des sciences politiques. Il le préside de sa fondation, le 1er janvier 1981, jusqu'en 1990. Il y nomme trois directeurs de départements : Philippe Sigogne au département de la conjoncture, Pierre-Alain Muet au département d’économétrie, et Jean-Paul Fitoussi au département des études, qui sera secondé par le sociologue Henri Mendras, et qui lui succédera. Le laboratoire acquiert vite une grande influence, à l’articulation de l’Université et de la politique.

#### Positions économiques
Au terme de sa vie, Jean-Marcel résumait ainsi ses positions en matière économique : "J’étais convaincu que, dans le monde actuel, il fallait que l’État ait un rôle important. Cependant je pensais, idée très actuelle, que le marché avait également un rôle essentiel et qu’on ne pouvait se permettre des politiques qui le déséquilibrent, soit en faussant le jeu par des régulations ou des contraintes excessives, soit en tolérant des déficits publics trop importants. Ma position était à la fois assez classique, dans la ligne de Charles Rist, un peu keynésienne parce que je croyais à la recherche des équilibres globaux plus que les classiques, un peu planiste, parce qu’il me semblait que dans le monde moderne, complexe et incertain, il fallait que l’État indique les grandes directions à prendre".

### Le début d'une carrière politique nationale
Son père, Jules Jeanneney, étant ministre d’État du gouvernement provisoire de la République française, en 1944-1945, il dirige son cabinet. Il s'y occupe notamment de la création de l'École nationale d'administration et de la mutation de l'École libre des sciences politiques: la Fondation nationale des sciences politiques chapeauterait désormais un Institut d'études politiques – le tout continuant d'être connu comme "Sciences Po",.
Il inspire le principe du bulletin de vote à deux choix dans la perspective du référendum sur la loi constitutionnelle du 21 octobre 1945.
Pendant la Quatrième République, il se maintient à l’écart de la vie politique. Il reste en contact avec le général de Gaulle mais ne rallie pas le RPF.
Lorsque surviennent les événements du 13 mai 1958, Jean-Marcel Jeanneney se trouve en URSS dans le cadre d’une mission du ministère des Finances, avec Raymond Barre, François Bloch-Lainé, Claude Gruson et Simon Nora.
Il est membre du Comité d'experts présidé par Jacques Rueff qui est chargé de préparer, entre septembre et décembre 1958, la réforme économique et financière de la France.

### Ministre de l'Industrie et du Commerce (1959-1962)
En janvier 1959, il est nommé par le général de Gaulle ministre de l'Industrie et du Commerce dans le gouvernement de Michel Debré. Lors de son derniers cours à l’Université avant de prendre ses fonctions, il dit à ses étudiants qu’il doit s’absenter pour "effectuer des travaux pratiques obligatoires". Il appelle à la direction de son cabinet Raymond Barre, professeur d’économie à l’Université de Caen, qu’il a connu en 1950, alors qu’il figurait dans le jury de l’agrégation de droit et de sciences économiques qui l'a reçu dans le corps des professeurs. Jean-Claude Casanova fait aussi partie de son équipe.
Dans l’exercice de son ministère, où ses recherches jouent un rôle important, il établit notamment un programme de régression de la production charbonnière en 1960 – le "plan Jeanneney". Il est amené à traiter la grève de Decazeville de l’hiver 1961-1962. Il promeut également une politique pétrolière française indépendante, jouant un rôle central dans la création de l’Union générale des Pétroles, qui deviendra Elf-Aquitaine.
Quelques années avant la création de la DATAR en 1963, il développe l’aménagement du territoire et la décentralisation de l’industrie et des infrastructures énergétiques.

### Premier ambassadeur de France en Algérie après l'indépendance (1962-1963)
Lors du Conseil des ministres d’août 1959 où, pour la première fois, le général de Gaulle demande à ses ministres leur pensée sur la question algérienne, il est le seul à estimer l’indépendance nécessaire,. Pendant le putsch des généraux en 1961, il se trouve en Algérie, qu’il réussit à quitter au terme d’un voyage épique[évasif].
En juin 1962, le général de Gaulle lui demande, après l’avoir fait approcher par Louis Joxe, de devenir ambassadeur, haut représentant de la France en Algérie. Le général lui affirme alors: "Jeanneney, vous avez été le premier à dire qu’il fallait que l’Algérie soit indépendante; alors, maintenant, il faut que vous alliez aider à le faire". Le premier après les accords d'Evian, il occupe ces fonctions de juillet 1962 à janvier 1963,.

### Commission Jeanneney sur la coopération avec les pays en voie de développement (1963-1964)
Il est chargé, dès son retour d'Algérie en 1963 d'un rapport sur la coopération de la France avec les pays en voie de développement.
Il dirige ainsi ce qui est alors désigné comme la "Commission Jeanneney" – officiellement intitulée "Commission d’étude de la politique de coopération avec les pays en voie de développement". Son rapport trouve un écho important et annonce des réformes ultérieures,. Elle est composée, notamment, de normaliens – Pierre Auger et Jean Baillou –, de polytechniciens – Raymond Chéradame, Claude Gruson et Maurice Lemaire –, d’inspecteurs des finances – François Bloch-Lainé et Simon Nora –, de conseillers d’État – dont Léon Pignon –, d’universitaires – Georges Balandier, Louis Malassis et François Perroux –, d’un sénateur – Jean Bertaud – et d’officiers supérieurs, de diplomates – dont Jean Chauvel – d’un président de syndicat patronal – Jean de Précigout – et d’un chercheur en chimie – Jacques Trémfouel. Il choisit Simon Nora comme rapporteur général de la commission.
Le rapport est encensé par certains, à l'image d'Alfred Sauvy, et vivement critiqué par d'autres, tant à droite qu'à gauche, notamment lors de sa discussion à l'Assemblée nationale. Ses principales conclusions sont reprises par le général de Gaulle lors de sa conférence de presse du 31 janvier 1964 – ce dernier annonçant que la coopération "est désormais une grande ambition de la France !",.
Le rapport comporte de nombreuses propositions novatrices qui seront progressivement mises en œuvre au cours des cinquante années suivantes. Préconisant une aide de la France égale à 1,5 % de son revenu national, il est à l’origine de l’adoption d’une norme internationale en 1970 – égale à seulement 0,7 % – qui est toujours en vigueur. Il défend un élargissement du périmètre géographique de l’aide française à l’ensemble des pays en développement tout en maintenant une priorité africaine, un usage plus important du canal multilatéral, notamment européen, une priorité accordée à l’agriculture paysanne et à la sécurité alimentaire, ainsi qu'un soutien aux accords régionaux. Son plaidoyer le plus nouveau, dans le contexte de la guerre froide, est l’insistance sur le respect de la souveraineté, qui annonce la critique de la "conditionnalité de l’aide et la volonté affirmée par la communauté internationale que les gouvernements aidés".
Il est membre du Conseil économique et social au titre des personnalités qualifiées en 1964 et 1965, 
Lors de l’élection présidentielle de 1965, le général de Gaulle, après qu'il a été mis en ballotage, lui demande d’intervenir lors de la réunion publique organisée par François Mauriac, le 15 décembre, en soutien à sa candidature, au Palais des Sports, aux côtés d’André Malraux, de Maurice Schumann et de Germaine Tillion.

### Ministre des Affaires sociales (1966-1968)
Lors de la constitution du second gouvernement Pompidou, en 1966, le général de Gaulle le nomme ministre des Affaires sociales, en le plaçant à la tête d'un grand ministère regroupant le ministère du Travail et celui de la Santé, qu'il s'agit d'intégrer l'un à l'autre. Il occupe ce poste jusqu'aux événements de Mai-68. Dans la mouvance du "gaullisme de gauche", il s'oppose au conservatisme du cabinet du Premier ministre, en particulier à Édouard Balladur. Après les élections législatives de 1967, Jacques Chirac, qui vient d’être élu député en Corrèze, est nommé auprès de lui secrétaire d’État, chargé de l'emploi. À ce poste, il met en place plusieurs réformes qui contribuent au développement du modèle français d’État-providence.

#### Assurance maladie des travailleurs non salariés
Il défend et fait adopter la loi du 12 juillet 1966 sur l’assurance maladie des travailleurs non salariés. Depuis la création du "régime général" de la Sécurité sociale en 1945, les agriculteurs et les membres des professions indépendantes (artisans, commerçants et professions libérales) demeuraient exclus de toute protection sociale obligatoire. Si les agriculteurs avaient fait l’objet d’une première loi – celle du 25 janvier 1961 –, ce n’était pas le cas des professions indépendantes avant l’arrivée de Jean-Marcel Jeanneney rue de Grenelle. Cette loi met un terme à cette différence de traitement.

#### Ordonnances Jeanneney créant l'ANPE et réformant la Sécurité sociale
Il fait adopter plusieurs ordonnances, en août 1967, sur habilitation du Parlement – les "ordonnances Jeanneney". Il aurait préféré une procédure parlementaire normale, mais s'incline devant le choix du Premier ministre.
La première crée un organisme chargé de faciliter la recherche d’un emploi aux chômeurs. Il élabore, avec son secrétaire d’État Jacques Chirac, les statuts de l’Agence nationale pour l’emploi (ANPE), constituée en établissement public.
La seconde réforme la Sécurité sociale,.

#### Accords de Grenelle
Après la grève générale qui a fait suite aux événements de mai 1968, il participe, avec le Premier ministre Georges Pompidou et son secrétaire d’État Jacques Chirac, à la négociation du protocole des "accords de Grenelle" qui sont réunis au ministère des Affaires sociales. Il en présente le résultat devant l’Assemblée nationale le 28 mai.

#### Définition juridique de la mort
Le problème de santé publique le plus délicat auquel il s'attèle est celui des greffes d’organes et de la révision de la définition juridique de la mort. Au titre de ses compétences en matière de Santé, il reçoit différents professeurs de médecine. L'un d'entre eux, Jean Hamburger, lui dit un jour qu’il est passible de poursuites pour coups et blessures lorsqu’il effectue des transplantations de rein prélevés sur des personnes en coma dépassé, en l’absence de définition juridique de la mort. Se pose alors la question de l’application concrète du décret du 20 octobre 1947 qui autorisait les prélèvements d’organes à des fins scientifiques ou thérapeutiques dans certains établissements déterminés. Après avoir consulté le professeur Robert Debré, il demande alors à l’Académie de médecine une définition de la mort propre à faire autorité, avant de la reproduire dans une circulaire adressée aux hôpitaux de France, indiquant dans quels cas les prélèvements d’organes ne sont pas pénalement interdits,.

#### Constructions hospitalières
Conscient des besoins futurs suscités par le "baby-boom", Jean-Marcel Jeanneney décide un investissement massif dans l’équipement sanitaire – il était resté, jusqu’alors, largement à l’abandon.

#### Pilule contraceptive
Dans les années 1960, la question de la mise sur le marché français de la pilule contraceptive est au cœur de nombreux débats. Le général de Gaulle évolue sur la question. Au printemps 1967, le député gaulliste Lucien Neuwirth dépose une proposition de loi tendant à libéraliser la délivrance de la pilule. Convaincu, notamment, par l’avis favorable exprimé par les professeurs François Jacob et Jacques Monod, prix Nobel de médecine, en octobre 1966, Jean-Marcel Jeanneney fait une communication au Conseil des ministres du 24 mai 1967 sur ce sujet: il plaide vigoureusement en faveur de l’adoption de la proposition faite par le député de la Loire Lucien Neuwirth, à condition qu’elle soit contrebalancée par une politique nataliste fondée sur le maintien du coefficient familial et des allocations familiales. Il défend ensuite cette proposition devant le Parlement. Il s'agit aussi d'abroger la disposition d'une loi de 1920 qui avait rendu illicites toute propagande anticonceptionnelle et la vente de produits contraceptifs.

### Député de l'Isère (1968)
En juin 1968, après la dissolution de l’Assemblée nationale, Jean-Marcel Jeanneney se présente – pour la première fois lors d’un scrutin législatif – à Grenoble, ville où il a longtemps vécu et enseigné. Il s’oppose alors à Pierre Mendès France, député sortant. Alors que la question s'était déjà posée pour lui lors des élections législatives de 1967, il avait alors refusé d'affronter un homme dont il avait soutenu l'action à la tête du gouvernement en 1954-1956 et avec lequel il partageait une haute idée de l’État, une sensibilité réformiste, des racines radicales et un intérêt pour les sciences économiques,. Un an plus tard, il juge légitime de représenter le gaullisme contre celui qui lui paraît avoir appelé la rue à renverser de Gaulle. Il remporte l'élection par 132 voix sur 80 000 suffrages. À l'Assemblée, il s'inscrit au groupe UDR. Il choisit d’être membre de la commission des Finances.

### Ministre d'État chargé des réformes constitutionnelles (1968-1969)
Il est appelé dans le gouvernement de Maurice Couve de Murville comme ministre d'État, chargé des réformes constitutionnelles et administratives. Il doit y préparer deux réformes auxquelles le général de Gaulle tient particulièrement : la régionalisation et la réforme du Sénat.
En novembre 1968, il persuade le président de la République de ne pas procéder à une dévaluation massive du franc qui était annoncée.

### Garde des Sceaux à titre intérimaire (1969)
Après le succès du "Non" au référendum du 27 avril 1969, et la démission du général de Gaulle, il exerce les fonctions de Garde des Sceaux à titre intérimaire pendant un mois, jusqu’à l’élection de Georges Pompidou à l’Élysée. Il transmet à ce dernier des informations sur l'affaire Marković.
Il est reçu par de Gaulle à Colombey-les-deux-Églises avec sa femme et son fils Jean-Noël le 30 décembre 1969, comme l'ont été trois autres des anciens ministres du Général qui sont restés en dehors des gouvernements de Georges Pompidou – Maurice Couve de Murville, Pierre Messmer et André Malraux, qui en a tiré son récit Les Chênes qu’on abat,.

### Les années 1970
L’université étant plus importante à ses yeux que la poursuite d’une carrière publique après la mort de l’homme pour lequel il s’est engagé, il invente la formule "je ne crois pas au gaullisme sans de Gaulle" et il dénie à ses anciens collègues de gouvernement comme aux fidèles du général le droit de continuer à parler en son nom,.
Il rejoint durant un temps bref le Mouvement des réformateurs de Jean-Jacques Servan-Schreiber et Jean Lecanuet, avant d'apporter son soutien à François Mitterrand contre Valéry Giscard d'Estaing au second tour de l'élection présidentielle de 1974.
Il publie, en 1978, Pour un nouveau protectionnisme. Il y adopte une position hétérodoxe en matière de relations économiques internationales: selon lui, la maîtrise du commerce extérieur est une arme de politique économique nécessaire pour assurer le développement économique. Il y défend non pas le rétablissement d’obstacles commerciaux aux frontières de la France, mais le maintien et l’utilisation aux frontières de la Communauté européenne du protectionnisme modéré institué par le traité de Rome – contre la tendance de certains pays membres à en faire une zone livrée à la libre concurrence du monde entier.

### «Sherpa» de François Mitterrand (1981)
À la suite de l'élection de François Mitterrand, en 1981, dont il approuve la politique d'ensemble, il est nommé sherpa du Président – son représentant personnel pour la préparation du Sommet des sept grands pays industrialisés, qui allait se tenir à Ottawa très vite après son élection. Il accepte également, à la demande de Claude Cheysson, ministre des Relations extérieures, d’être négociateur avec l'Algérie lors du conflit relatif au prix du gaz saharien.

### Mandats locaux
En Haute-Saône, dans la ligne de son père, il s'investit comme maire de la commune de Rioz. Brûlée par les Allemands en 1944, la maison de son père Jules y a été reconstruite en 1949.
En 1965, il est élu conseiller général de Haute-Saône dans le canton de Rioz. En 1967, il est élu maire de Rioz – fonction que Jules Jeanneney avait occupée pendant vingt-neuf ans, entre 1896 et 1925. Il exerce cette fonction pendant vingt-deux ans, jusqu’en 1989.
Il préside le Conseil général de Haute-Saône de 1968 à 1971, jusqu’à ce qu’il démissionne pour désaccord avec la majorité de droite.

### Retraite active
Après sa retraite de l'Université, en 1990, et de l'OFCE, en 2000, il continue d'intervenir activement dans le débat public par des livres et des articles, notamment dans le domaine de l'économie et des institutions, pour défendre la Constitution de 1958-1962. Il prend parti contre la réduction du mandat présidentiel à cinq ans, lors du référendum de 2000.
Dans un livre intitulé Écoute la France qui gronde, publié en 1996, il se préoccupe de l'éventualité d'une nouvelle crise économique majeure et il écrit: "Si on ne réussit ni à introduire plus de justice et de convivialité dans les relations humaines ni à éradiquer la misère, si des hommes et des femmes se perçoivent victimes du capitalisme implacablement inhumain, nos sociétés connaîtront des conflits internes destructeurs. Le collectivisme retrouvera des adeptes parmi ceux qui n'ont pas connu ou ont oublié ses échecs et le goulag. Des utopies généreuses séduiront les âmes pacifiques, mais la violence sera un exutoire pour les autres. Nul ne sait vers quel destin notre pays pourrait être entraîné". Il redoute la déflation. Pour "sortir du piège dans lequel l'économie française se trouve prise", il propose deux remèdes conjugués. "L'un est hétérodoxe : faire marcher immédiatement puis de temps à autre la "planche à billets", dans des conditions telles que, tout en relançant la demande, elle ne provoque pas d'inflation. L'autre est de longue haleine : tracer pour quatre ans les voies d'un partage social équitable, qui permette une croissance forte, sans laquelle il est vain d'espérer une réduction des déficits publics et une résorption du chômage".
Il soutient publiquement les candidatures de Lionel Jospin et de Ségolène Royal, lors des scrutins présidentiels de 2002 et de 2007.
En 2009, âgé de 99 ans, il publie un ouvrage volumineux consacré à la pratique démocratique du pouvoir dans son village de Rioz depuis la Révolution française.
Il meurt dans le 6e arrondissement de Paris, le 16 septembre 2010, deux mois avant son centenaire,.

## Synthèse des fonctions politiques

### Fonctions gouvernementales
- Ministre de l'Industrie et du Commerce dans le gouvernement Michel Debré, du 8 janvier 1959 au 17 novembre 1959
- Ministre de l'Industrie dans le gouvernement Michel Debré, du 17 novembre 1959 au 14 avril 1962
- Ministre des Affaires Sociales dans les gouvernements Georges Pompidou III et IV, du 8 janvier 1966 au 31 mai 1968
- Ministre d'État dans le gouvernement Maurice Couve de Murville, du 10 juillet 1968 au 28 avril 1969
- Ministre d'État, Garde des Sceaux, ministre de la Justice par intérim dans le gouvernement Maurice Couve de Murville, du 28 avril 1969 au 20 juin 1969

#### Ouvrages et articles de Jean-Marcel Jeanneney
- Essai sur les mouvements des prix en France : 1927-1935, Sirey, 1936.
- Économie et droit de l'électricité, Domat-Montchrestien, 1950.
- Les commerces de détail en Europe occidentale, Presses de la FNSP, 1954.
- Forces et faiblesses de l'économie française : 1945-1959, Armand Colin, 2e édition 1959.
- Textes de droit économique et social français : 1789-1957, Presses de la FNSP, 1957.
- À mes amis gaullistes, 1973, Presses-Pocket.
- Éléments d'économie politique, PUF, 5e édition 1974.
- Écoute la France qui gronde, essai, éditions Arléa, 1996,  (ISBN 2-86959-293-0).
- Une mémoire républicaine (entretiens avec Jean Lacouture), éditions du Seuil, 1997
- Les économies de l'Europe occidentale et leur environnement international de 1972 à nos jours : des diagrammes, des chiffres et une chronologie précédés de comparaisons historiques. Jean-Marcel Jeanneney et Georges Pujals, L'Observatoire français des conjonctures économiques, 2005.  (ISBN 9782213623498)
- Que vive la Constitution de la Cinquième République!, Paris, Arlea, 2002  (ISBN 2-86959-569-7)
- La démocratie au village. la pratique du pouvoir à Rioz en Franche-Comté depuis la Révolution, Paris, Presses de la Fondation nationale des sciences politiques, 2009, 554 p.

#### Ouvrages et articles consacrés à Jean-Marcel Jeanneney
- Le Patricien et le Général. Jean-Marcel Jeanneney et Charles de Gaulle, 1958-1969., Éric Kocher-Marboeuf, Comité pour l'histoire économique et financière de la France, 2003, 2 tomes, 1209 p.  (ISBN 2-11-093697-5 et 2-11-093699-1)